# Wasting Light
A Wasting Light a Foo Fighters 2011-ben megjelent hetedik stúdióalbuma. Az album munkálatai 2010 augusztusában kezdődtek Butch Vig producerrel, aki korábban a Greatest Hits-en megjelent 2 új dal illetve (többek között) a Nirvana Nevermind című lemezének elkészítését is irányította. A felvételek Dave Grohl garázsában készültek kizárólag analóg eszközök segítségével. Az albumon többek közt Krist Novoselic és Bob Mould is játszik.
A Wasting Light az első Foo Fighters lemez, ami első helyet szerzett a Billboard 200 listán. Ezzel a lemezzel vált újra teljes jogú taggá Pat Smear.
A 2011 MTV Video Music Awards-on a zenekar elnyerte a legjobb rock videónak járó díjat a Walk videóklipjével a White Limo dal pedig Grammy-díjat nyert a Best Metal Performance kategóriában 2012-ben.
A Wasting Light mellett egy dokumentumfilmet is kiadtak, amit az Oscar-díjas James Moll rendezett. A Back and Forth az album felvételének dokumentálásán kívül a Foo Fighters történetét is feldolgozza, a Nirvana szétesésétől Grohl zenekar-alapításán keresztül a 2011-es állapotig.

## Az album dalai
Az összes dalszöveg szerzője a Foo Fighters. 
| 1.    | Bridge Burning      | 4:46 |
| 2.    | Rope                | 4:19 |
| 3.    | Dear Rosemary       | 4:26 |
| 4.    | White Limo          | 3:22 |
| 5.    | Arlandria           | 4:28 |
| 6.    | These Days          | 4:58 |
| 7.    | Back & Forth        | 3:52 |
| 8.    | A Matter of Time    | 4:36 |
| 9.    | Miss the Misery     | 4:33 |
| 10.   | I Should Have Known | 4:15 |
| 11.   | Walk                | 4:15 |
| 47:53 |                     |      |

## Közreműködők

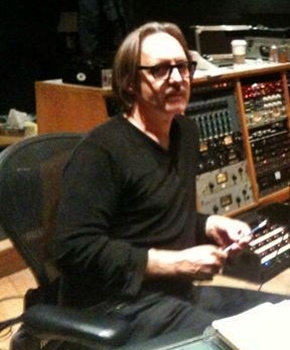
Butch Vig, az album producere

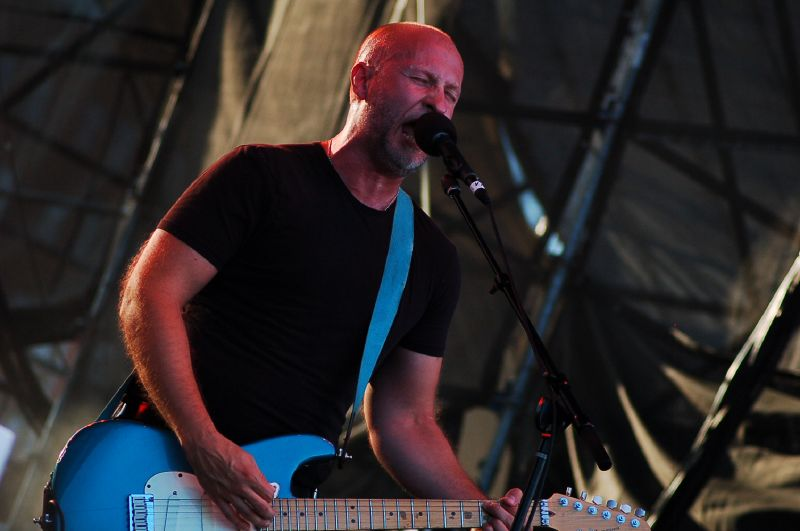
Bob Mould énekelt és gitározott a Dear Rosemary c. számban

### Foo Fighters
- Dave Grohl – ének, ritmusgitár, szólógitár a White Limo számban
- Chris Shiflett – szólógitár, háttérvokál
- Pat Smear – ritmusgitár
- Nate Mendel – basszusgitár
- Taylor Hawkins – dobok, háttérvokál, perkusszió

### Egyéb közreműködők
- Bob Mould – gitár és háttérvokál a Dear Rosemary c. számban, háttérvokál az I Should Have Known c. számban
- Krist Novoselic – basszusgitár és harmonika az I Should Have Known c. számban
- Rami Jaffee – billentyű a Bridge Burning és Rope c. számokban, mellotron az I Should Have Known c. számban, orgona a Walk c. számban
- Jessy Greene – hegedű az I Should Have Known c. számban
- Fee Waybill – háttérvokál a Miss the Misery c. számban
- Butch Vig − perkusszió a Back & Forth c. számban
- Drew Hester − perkusszió az Arlandria c. számban, elrejtett kolomp-ütés a Rope c. számban

### Produkció
- Butch Vig, Foo Fighters – producerek
- Alan Moulder – mixelés
- Joe LaPorta – mastering (The Lodge)
- Emily Lazar – mastering (The Lodge)
- James Brown – hangmérnök
- John Lousteau – hangmérnök asszisztens
- Morning Breath Inc. – dizájn
- Steve Gullick, Morning Breath Inc. – fényképek

## Helyezések
| Lista (2011)                                                                      | Helyezés |
| --------------------------------------------------------------------------------- | -------- |
| Ausztrália (ARIA Top 50 Albums)                                                   | 1        |
| Ausztria (Ö3 Austria Top 40)                                                      | 1        |
| Belgium (Ultratop Flandria)                                                       | 1        |
| Belgium (Ultratop Vallónia)                                                       | 4        |
| Csehország (ČNS IFPI Albums Top 100)                                              | 4        |
| Dánia (Hitlisten Album Top 40)                                                    | 3        |
| Egyesült Királyság (UK Albums Chart)                                              | 1        |
| Finnország (Musiikkituottajat Albumit Top 50)                                     | 1        |
| Franciaország (SNEP Album Top 100)                                                | 18       |
| Görögország (International Federation of the Phonographic Industry Top 75 Albums) | 6        |
| Hollandia (Dutch Charts Album Top 100)                                            | 2        |
| Írország (IRMA)                                                                   | 3        |
| Japán (Oricon)                                                                    | 9        |
| Kanada (Billboard Canadian Albums Chart)                                          | 1        |
| Mexikó (Top 100 México)                                                           | 52       |
| Németország (Media Control Top 100 Album)                                         | 1        |
| Norvégia (VG-lista Album Top 40)                                                  | 1        |
| Olaszország (FIMI Album Top 20)                                                   | 4        |
| Portugália (AFP Top 30 Albums)                                                    | 3        |
| Spanyolország (PROMUSICAE Top 100 Álbumes)                                        | 7        |
| Svájc (Schweizer Hitparade Top 100 Albums)                                        | 1        |
| Svédország (Sverigetopplistan Top 60 Albums)                                      | 1        |
| Új-Zéland (Recorded Music NZ Top 40 Albums)                                       | 1        |
| USA Billboard 200                                                                 | 1        |

| Lista (2011)     | Helyezés |
| ---------------- | -------- |
| Ausztria         | 26       |
| Ausztrália       | 8        |
| Kanada           | 35       |
| Dánia            | 41       |
| Németország      | 30       |
| Új-Zéland        | 4        |
| Svájc            | 26       |
| Egyesült Államok | 39       |
| Lista (2012)     | Helyezés |
| Új-Zéland        | 37       |

| Ország             | Eladási minősítés |
| ------------------ | ----------------- |
| Ausztrália         | 2x platina        |
| Ausztria           | arany             |
| Belgium            | arany             |
| Kanada             | platina           |
| Finnország         | arany             |
| Németország        | arany             |
| Írország           | arany             |
| Olaszország        | arany             |
| Hollandia          | arany             |
| Új-Zéland          | platina           |
| Lengyelország      | arany             |
| Egyesült Királyság | platina           |
| Egyesült Államok   | arany             |

## Külső hivatkozások
- A Foo Fighters hivatalos oldala

## Fordítás
- Ez a szócikk részben vagy egészben a Wasting Light című angol Wikipédia-szócikk ezen változatának fordításán alapul.  Az eredeti cikk szerkesztőit annak laptörténete sorolja fel. Ez a jelzés csupán a megfogalmazás eredetét és a szerzői jogokat jelzi, nem szolgál a cikkben szereplő információk forrásmegjelöléseként.